# كاكوكو إتيبيه
كاكوكو إتيبيه (بالفرنسية: Etepe Kakoko) (مواليد 22 نوفمبر 1950) هو لاعب كرة قدم. يلعب مع منتخب زائير لكرة القدم. سبق له أن لعب في كأس العالم لكرة القدم مع منتخب بلاده.

## روابط خارجية
- كاكوكو إتيبيه على موقع الاتحاد الدولي (مؤرشف)  (الإنجليزية)
- كاكوكو إتيبيه على موقع قاعدة بيانات كرة القدم.إي يو (الإنجليزية)
- كاكوكو إتيبيه على موقع بيانات كرة القدم. دي إي (الألمانية)
- كاكوكو إتيبيه على موقع ناشيونال فوتبول تيمز (الإنجليزية)
- كاكوكو إتيبيه على موقع عالم كرة القدم.نت (الإنجليزية)